# Championnat du Venezuela de football 2019
Navigation
Saison 2018 Saison 2020
La saison 2019 du championnat du Venezuela de football est la soixante-quatrième édition du championnat de première division professionnelle au Venezuela et la centième saison du championnat national. Cette saison le nombre de participants est porté à vingt équipes, il n'y a pas eu de relégation la saison passée, les deux promus sont LALA Fútbol Club et Llaneros de Guanare.
La compétition est scindée en deux tournois saisonniers qui fonctionnement de manière similaire :
- les vingt clubs engagés affrontent leurs adversaires une seule fois.
- les huit premiers du classement final du tournoi disputent une phase finale, jouée sous forme de rencontres aller-retour à élimination directe, des quarts de finale jusqu'à la finale.

En fin de saison, les deux clubs vainqueurs des tournois s'affrontent pour se disputer le titre de champion.

## Les clubs participants
- Aragua FC
- Caracas FC
- Mineros de Guayana
- Trujillanos FC
- Zulia FC
- Portuguesa FC
- Carabobo FC
- Metropolitanos Fútbol Club
- Club Deportivo Lara
- Academia Puerto Cabello
- Deportivo Táchira
- Atlético Venezuela
- Zamora FC
- Monagas SC
- Estudiantes de Caracas
- Deportivo La Guaira
- Estudiantes de Mérida
- Deportivo Anzoátegui
- Llaneros de Guanare - Promu de Segunda División
- LALA Fútbol Club - Promu de Segunda División

## Compétition
Le barème utilisé pour établir les différents classements est le suivant :
- Victoire : 3 points
- Match nul : 1 point
- Défaite : 0 point

### Tournoi Ouverture
Le tournoi d'ouverture se dispute du 20 janvier 2019 au 19 mai 2019.

#### Phase régulière
| Rang | Équipe                     | Pts  | J  | G  | N | P  | Bp | Bc | Diff |
| ---- | -------------------------- | ---- | -- | -- | - | -- | -- | -- | ---- |
| 1    | Carabobo FC                | 43   | 19 | 13 | 4 | 2  | 31 | 14 | +17  |
| 2    | Caracas FC                 | 35-1 | 19 | 10 | 6 | 3  | 34 | 15 | +19  |
| 3    | Mineros de Guayana         | 34   | 19 | 10 | 4 | 5  | 25 | 33 | -8   |
| 4    | Estudiantes de Mérida      | 30   | 19 | 7  | 9 | 3  | 24 | 12 | +12  |
| 5    | Aragua FC                  | 30-3 | 19 | 9  | 6 | 4  | 20 | 16 | +4   |
| 6    | Zamora FCT                 | 29   | 19 | 8  | 5 | 6  | 25 | 24 | +1   |
| 7    | Zulia FC                   | 28-1 | 19 | 7  | 8 | 4  | 17 | 21 | -4   |
| 8    | Atlético Venezuela         | 27   | 19 | 6  | 9 | 4  | 25 | 21 | +4   |
| 9    | Deportivo Táchira          | 27   | 19 | 8  | 3 | 8  | 28 | 25 | +3   |
| 10   | Deportivo La Guaira        | 26   | 19 | 7  | 5 | 7  | 36 | 25 | +11  |
| 11   | Academia Puerto Cabello    | 26   | 19 | 6  | 8 | 5  | 32 | 28 | +4   |
| 12   | Metropolitanos Fútbol Club | 26   | 19 | 7  | 5 | 7  | 21 | 18 | +3   |
| 13   | Monagas SC                 | 26   | 19 | 7  | 5 | 7  | 26 | 27 | -1   |
| 14   | Club Deportivo Lara        | 24   | 19 | 6  | 6 | 7  | 23 | 21 | +2   |
| 15   | LALA Fútbol Club P         | 22   | 19 | 5  | 7 | 7  | 22 | 33 | -11  |
| 16   | Estudiantes de Caracas     | 19   | 19 | 5  | 4 | 10 | 25 | 36 | -11  |
| 17   | Portuguesa FC              | 18   | 19 | 3  | 9 | 7  | 21 | 30 | -9   |
| 18   | Llaneros de Guanare P      | 14   | 19 | 3  | 5 | 11 | 27 | 46 | -19  |
| 19   | Trujillanos FC             | 11   | 19 | 3  | 2 | 14 | 17 | 41 | -24  |
| 20   | Deportivo Anzoátegui       | 8-6  | 19 | 4  | 2 | 13 | 20 | 35 | -15  |

|  | Qualification pour la phase finale                |
|  | T : Tenant du titre P : Promu de Segunda División |

- Deportivo Anzoátegui a six points et Aragua FC trois points de pénalité, pour non paiement d'un ancien joueur[1].
- Caracas FC et Zulia FC ont chacun une pénalité de un point, les deux équipes ayant refusé de joué leur rencontre de la 7e journée afin de protester contre le fait qu'ils se sentaient obligés de jouer le match sans disposer de services essentiels tels que de l'eau et de la lumière[2].

#### Phase finale
|  | Quarts de finale      | Quarts de finale      | Quarts de finale      | Quarts de finale      |                    |                    | Demi-finales | Demi-finales | Demi-finales | Demi-finales |  |  | Finale | Finale | Finale | Finale |
|  |                       |                       |                       |                       |                    |                    |              |              |              |              |  |  |        |        |        |        |
|  |                       |                       |                       |                       |                    |                    |              |              |              |              |  |  |        |        |        |        |
|  |                       |                       |                       |                       |                    |                    |              |              |              |              |  |  |        |        |        |        |
|  | Caracas FC            | Caracas FC            | 2                     | 1                     |                    |                    |              |              |              |              |  |  |        |        |        |        |
|  | Caracas FC            | Caracas FC            | 2                     | 1                     |                    |                    |              |              |              |              |  |  |        |        |        |        |
|  | Zulia FC              | Zulia FC              | 3                     | 2                     |                    |                    |              |              |              |              |  |  |        |        |        |        |
|  | Zulia FC              | Zulia FC              | 3                     | 2                     | Mineros de Guayana | Mineros de Guayana | 0            | 0 (4)        |              |              |  |  |        |        |        |        |
|  |                       |                       |                       |                       | Mineros de Guayana | Mineros de Guayana | 0            | 0 (4)        |              |              |  |  |        |        |        |        |
|  |                       |                       | Zulia FC              | Zulia FC              | 0                  | 0 (3)              |              |              |              |              |  |  |        |        |        |        |
|  | Mineros de Guayana    | Mineros de Guayana    | Zulia FC              | Zulia FC              | 0                  | 0 (3)              | 1            | 1            |              |              |  |  |        |        |        |        |
|  | Mineros de Guayana    | Mineros de Guayana    |                       |                       |                    |                    |              | 1            |              |              |  |  |        |        |        |        |
|  | Zamora FC             | Zamora FC             | 2                     | 0                     |                    |                    |              |              |              |              |  |  |        |        |        |        |
|  | Zamora FC             | Zamora FC             | 2                     | 0                     | Mineros de Guayana | Mineros de Guayana | 0            | 0(0)         |              |              |  |  |        |        |        |        |
|  |                       |                       |                       |                       | Mineros de Guayana | Mineros de Guayana | 0            | 0(0)         |              |              |  |  |        |        |        |        |
|  |                       |                       | Estudiantes de Mérida | Estudiantes de Mérida | 0                  | 0(2(t. a. b.))     |              |              |              |              |  |  |        |        |        |        |
|  | Carabobo FC           | Carabobo FC           | Estudiantes de Mérida | Estudiantes de Mérida | 0                  | 0(2(t. a. b.))     | 2            | 1            |              |              |  |  |        |        |        |        |
|  | Carabobo FC           | Carabobo FC           |                       |                       |                    |                    |              |              |              |              |  |  |        |        |        |        |
|  | Atlético Venezuela    | Atlético Venezuela    | 2                     | 0                     |                    |                    |              |              |              |              |  |  |        |        |        |        |
|  | Atlético Venezuela    | Atlético Venezuela    | 2                     | 0                     | Carabobo FC        | Carabobo FC        | 1            | 1            |              |              |  |  |        |        |        |        |
|  |                       |                       |                       |                       | Carabobo FC        | Carabobo FC        | 1            | 1            |              |              |  |  |        |        |        |        |
|  |                       |                       | Estudiantes de Mérida | Estudiantes de Mérida | 0                  | 2                  |              |              |              |              |  |  |        |        |        |        |
|  | Estudiantes de Mérida | Estudiantes de Mérida | Estudiantes de Mérida | Estudiantes de Mérida | 0                  | 2                  | 2            | 1            |              |              |  |  |        |        |        |        |
|  | Estudiantes de Mérida | Estudiantes de Mérida |                       |                       |                    |                    |              | 1            |              |              |  |  |        |        |        |        |
|  | Aragua FC             | Aragua FC             | 1                     | 1                     |                    |                    |              |              |              |              |  |  |        |        |        |        |
|  | Aragua FC             | Aragua FC             | 1                     | 1                     |                    |                    |              |              |              |              |  |  |        |        |        |        |
|  |                       |                       |                       |                       |                    |                    |              |              |              |              |  |  |        |        |        |        |

- Estudiantes de Mérida remporte le tournoi d'ouverture et se qualifie pour la Copa Libertadores 2020. Le finaliste, Mineros de Guayana est assuré d'une place en Copa Sudamericana 2020 s'il ne parvient pas à ce qualifier pour la Copa Libertadores.

### Tournoi Clôture
Le tournoi de clôture débute le 26 juillet 2019.

#### Phase régulière
| Rang | Équipe                     | Pts  | J  | G  | N | P | Bp | Bc | Diff |
| ---- | -------------------------- | ---- | -- | -- | - | - | -- | -- | ---- |
| 1    | Deportivo Táchira          | 39   | 18 | 12 | 3 | 3 | 32 | 14 | +18  |
| 2    | Caracas FC                 | 30   | 18 | 8  | 6 | 4 | 22 | 15 | +7   |
| 3    | Llaneros de Guanare P      | 30   | 18 | 9  | 3 | 6 | 27 | 26 | +1   |
| 4    | Deportivo La Guaira        | 28   | 18 | 7  | 7 | 4 | 22 | 13 | +9   |
| 5    | Trujillanos FC             | 28   | 18 | 8  | 4 | 6 | 28 | 25 | +3   |
| 6    | Club Deportivo Lara        | 27   | 18 | 7  | 6 | 5 | 22 | 16 | +6   |
| 7    | Aragua FC                  | 27   | 18 | 7  | 6 | 5 | 19 | 14 | +5   |
| 8    | Metropolitanos Fútbol Club | 27   | 18 | 7  | 6 | 5 | 23 | 20 | +3   |
| 9    | Mineros de Guayana         | 25   | 18 | 6  | 7 | 5 | 20 | 18 | +2   |
| 10   | Academia Puerto Cabello    | 23   | 18 | 5  | 8 | 5 | 29 | 27 | +2   |
| 11   | Portuguesa FC              | 23   | 18 | 6  | 5 | 7 | 13 | 17 | -4   |
| 12   | Zamora FCT                 | 22   | 18 | 5  | 7 | 6 | 24 | 18 | +6   |
| 13   | Carabobo FC                | 22   | 18 | 6  | 4 | 8 | 27 | 27 | 0    |
| 14   | Zulia FC                   | 22   | 18 | 6  | 4 | 8 | 27 | 32 | -5   |
| 15   | Estudiantes de Mérida      | 21-3 | 18 | 7  | 3 | 8 | 27 | 21 | +6   |
| 16   | LALA Fútbol Club P         | 17   | 18 | 4  | 5 | 9 | 9  | 28 | -19  |
| 17   | Estudiantes de Caracas     | 17   | 18 | 4  | 5 | 9 | 17 | 36 | -19  |
| 18   | Monagas SC                 | 15   | 18 | 2  | 9 | 7 | 21 | 30 | -9   |
| 19   | Atlético Venezuela         | 15   | 18 | 3  | 6 | 9 | 12 | 24 | -12  |
| 20   | Deportivo Anzoátegui       | 0    | 0  | 0  | 0 | 0 | 0  | 0  | 0    |

|  | Qualification pour la phase finale                |
|  | T : Tenant du titre P : Promu de Segunda División |

- Deportivo Anzoátegui déclare forfait pour le tournoi.
- Estudiantes de Mérida a une pénalité de trois points après une sanction de la FIFA concernant une dette envers un joueur colombien.

#### Phase finale
|  | Quarts de finale           | Quarts de finale           | Quarts de finale    | Quarts de finale    |                   |                   | Demi-finales | Demi-finales | Demi-finales | Demi-finales |  |  | Finale | Finale | Finale | Finale |
|  |                            |                            |                     |                     |                   |                   |              |              |              |              |  |  |        |        |        |        |
|  |                            |                            |                     |                     |                   |                   |              |              |              |              |  |  |        |        |        |        |
|  |                            |                            |                     |                     |                   |                   |              |              |              |              |  |  |        |        |        |        |
|  | Deportivo Táchira          | Deportivo Táchira          | 0                   | 4                   |                   |                   |              |              |              |              |  |  |        |        |        |        |
|  | Deportivo Táchira          | Deportivo Táchira          | 0                   | 4                   |                   |                   |              |              |              |              |  |  |        |        |        |        |
|  | Metropolitanos Fútbol Club | Metropolitanos Fútbol Club | 2                   | 0                   |                   |                   |              |              |              |              |  |  |        |        |        |        |
|  | Metropolitanos Fútbol Club | Metropolitanos Fútbol Club | 2                   | 0                   | Deportivo Táchira | Deportivo Táchira | 0            | 3            |              |              |  |  |        |        |        |        |
|  |                            |                            |                     |                     | Deportivo Táchira | Deportivo Táchira | 0            | 3            |              |              |  |  |        |        |        |        |
|  |                            |                            | Deportivo La Guaira | Deportivo La Guaira | 1                 | 0                 |              |              |              |              |  |  |        |        |        |        |
|  | Deportivo La Guaira        | Deportivo La Guaira        | Deportivo La Guaira | Deportivo La Guaira | 1                 | 0                 | 1            | 2            |              |              |  |  |        |        |        |        |
|  | Deportivo La Guaira        | Deportivo La Guaira        |                     |                     |                   |                   |              | 2            |              |              |  |  |        |        |        |        |
|  | Trujillanos FC             | Trujillanos FC             | 1                   | 0                   |                   |                   |              |              |              |              |  |  |        |        |        |        |
|  | Trujillanos FC             | Trujillanos FC             | 1                   | 0                   | Deportivo Táchira | Deportivo Táchira | 1            | 2            |              |              |  |  |        |        |        |        |
|  |                            |                            |                     |                     | Deportivo Táchira | Deportivo Táchira | 1            | 2            |              |              |  |  |        |        |        |        |
|  |                            |                            | Caracas FC          | Caracas FC          | 1                 | 2                 |              |              |              |              |  |  |        |        |        |        |
|  | Caracas FC                 | Caracas FC                 | Caracas FC          | Caracas FC          | 1                 | 2                 | 1            | 2            |              |              |  |  |        |        |        |        |
|  | Caracas FC                 | Caracas FC                 |                     |                     |                   |                   |              |              |              |              |  |  |        |        |        |        |
|  | Aragua FC                  | Aragua FC                  | 3                   | 0                   |                   |                   |              |              |              |              |  |  |        |        |        |        |
|  | Aragua FC                  | Aragua FC                  | 3                   | 0                   | Caracas FC        | Caracas FC        | 1            | 2            |              |              |  |  |        |        |        |        |
|  |                            |                            |                     |                     | Caracas FC        | Caracas FC        | 1            | 2            |              |              |  |  |        |        |        |        |
|  |                            |                            | Club Deportivo Lara | Club Deportivo Lara | 0                 | 0                 |              |              |              |              |  |  |        |        |        |        |
|  | Llaneros de Guanare        | Llaneros de Guanare        | Club Deportivo Lara | Club Deportivo Lara | 0                 | 0                 | 0            | 1            |              |              |  |  |        |        |        |        |
|  | Llaneros de Guanare        | Llaneros de Guanare        |                     |                     |                   |                   |              | 1            |              |              |  |  |        |        |        |        |
|  | Club Deportivo Lara        | Club Deportivo Lara        | 2                   | 5                   |                   |                   |              |              |              |              |  |  |        |        |        |        |
|  | Club Deportivo Lara        | Club Deportivo Lara        | 2                   | 5                   |                   |                   |              |              |              |              |  |  |        |        |        |        |
|  |                            |                            |                     |                     |                   |                   |              |              |              |              |  |  |        |        |        |        |

- Caracas FC remporte son 7e tournoi grâce à la règle des buts marqués à l'extérieur.

### Finale du championnat
Les clubs vainqueurs des tournois d'ouverture et de clôture s'affrontent en fin de saison pour remporter le titre de champion.
| Équipe 1              | Résultat           | Équipe 2   | Aller | Retour |
| --------------------- | ------------------ | ---------- | ----- | ------ |
| Estudiantes de Mérida | 2-2 (3-4) t. a. b. | Caracas FC | 1-1   | 1-1    |

- Caracas FC remporte son douzième titre de champion.

### Classement cumulé
Le classement cumulé des deux tournois permet d'attribuer les places pour la Copa Libertadores 2020 et la Copa Sudamericana 2020 mais aussi de désigner les deux formations reléguées en deuxième division.
| Rang | Équipe                     | Pts | J  | G  | N  | P  | Bp | Bc | Diff |
| ---- | -------------------------- | --- | -- | -- | -- | -- | -- | -- | ---- |
| 1    | Deportivo Táchira          | 66  | 37 | 20 | 6  | 11 | 60 | 39 | +21  |
| 2    | Caracas FC                 | 65  | 37 | 18 | 12 | 7  | 56 | 30 | +26  |
| 3    | Carabobo FC                | 65  | 37 | 19 | 8  | 10 | 58 | 41 | +17  |
| 4    | Mineros de Guayana         | 59  | 37 | 16 | 11 | 10 | 55 | 41 | +14  |
| 5    | Aragua FC                  | 57  | 37 | 16 | 12 | 9  | 39 | 30 | +9   |
| 6    | Deportivo La Guaira        | 54  | 37 | 14 | 12 | 11 | 58 | 38 | +20  |
| 7    | Metropolitanos Fútbol Club | 53  | 37 | 14 | 11 | 12 | 44 | 38 | +6   |
| 8    | Estudiantes de Mérida      | 51  | 37 | 14 | 12 | 11 | 51 | 33 | +18  |
| 9    | Zamora FC'T'C              | 51  | 37 | 13 | 12 | 12 | 51 | 42 | +9   |
| 10   | Club Deportivo Lara        | 51  | 37 | 13 | 12 | 12 | 45 | 37 | +8   |
| 11   | Zulia FC                   | 50  | 37 | 13 | 12 | 12 | 44 | 53 | -9   |
| 12   | Academia Puerto Cabello    | 49  | 37 | 11 | 16 | 10 | 61 | 55 | +6   |
| 13   | Atlético Venezuela         | 42  | 37 | 9  | 15 | 13 | 37 | 45 | -8   |
| 14   | Monagas SC                 | 41  | 37 | 9  | 14 | 14 | 47 | 57 | -10  |
| 15   | Portuguesa FC              | 41  | 37 | 9  | 14 | 14 | 34 | 47 | -13  |
| 16   | Llaneros de Guanare P      | 41  | 37 | 12 | 8  | 17 | 54 | 72 | -18  |
| 17   | Trujillanos FC             | 39  | 37 | 11 | 6  | 20 | 45 | 66 | -21  |
| 18   | LALA Fútbol Club P         | 39  | 37 | 9  | 12 | 16 | 31 | 61 | -30  |
| 16   | Estudiantes de Caracas     | 36  | 37 | 9  | 9  | 19 | 42 | 72 | -30  |
| 17   | Deportivo Anzoátegui       | 8   | 19 | 4  | 2  | 13 | 20 | 35 | -15  |

|  | Qualification pour la Copa Libertadores 2020                                         |
|  | Qualification pour la Copa Sudamericana 2020                                         |
|  | Relégation directe en Segunda División                                               |
|  | T : Tenant du titre C : Vainqueur de la Copa Venezuela P : Promu de Segunda División |

- Le classement tient compte des diverses pénalités
- En janvier 2020, la FIFA demande une relégation de Llaneros de Guanare [3], le club sera relégué et disputera la Copa Sudamericana en tant que meilleure équipe non qualifiée du tournoi de clôture.

## Bilan de la saison
| Championnat du Venezuela de football 2019 |                                                 |
| Champion                                  | Caracas FC (12e titre)                          |
| Coupes et trophées                        |                                                 |
| Vainqueur de la Coupe du Venezuela 2019   | Zamora FC                                       |
| Qualifications continentales              |                                                 |
| Copa Libertadores 2020                    | Estudiantes de Mérida                           |
| Copa Libertadores 2020                    | Caracas FC                                      |
| Copa Libertadores 2020                    | Deportivo Táchira                               |
| Copa Libertadores 2020                    | Carabobo FC                                     |
| Copa Sudamericana 2020                    | Zamora FC                                       |
| Copa Sudamericana 2020                    | Aragua FC                                       |
| Copa Sudamericana 2020                    | Mineros de Guayana                              |
| Copa Sudamericana 2020                    | Llaneros de Guanare                             |
| Promotions et relégations                 |                                                 |
| Promus en Primera División                | Yaracuyanos Fútbol Club                         |
| Promus en Primera División                | Gran Valencia Maracay Fútbol Club               |
| Relégués en Segunda División              | Estudiantes de Caracas                          |
| Relégués en Segunda División              | Deportivo Anzoátegui                            |
| Relégués en Segunda División              | Llaneros de Guanare (relégation administrative) |